# Sekou Oliseh
Sekou Oliseh, né le 5 juin 1990 à Monrovia au Liberia, est un footballeur international libérian évoluant au poste de milieu de terrain. Il joue actuellement au LISCR FC.
Il fut adopté par l'ex joueur professionnel Nigerian Churchill Oliseh. 
Son père, Churchill Oliseh, est l'entraineur de son club formateur le FC Ebedei. Ses oncles sont aussi footballeur : Azubuike Oliseh joue avec le KSV Roulers, Egutu Oliseh pour le Panthrakikos FC et Sunday Oliseh est le sélectionneur national du Nigéria.